# Windtower
Windtower är ett berg i Kanada.   Det ligger i provinsen Alberta, i den centrala delen av landet, 3 000 km väster om huvudstaden Ottawa. Toppen på Windtower är 2 422 meter över havet.
Terrängen runt Windtower är huvudsakligen bergig, men österut är den kuperad. Trakten runt Windtower är nära nog obefolkad, med mindre än två invånare per kvadratkilometer.. Närmaste större samhälle är Canmore, 11,3 km norr om Windtower.
Trakten runt Windtower består i huvudsak av gräsmarker.